# Wētā gigante

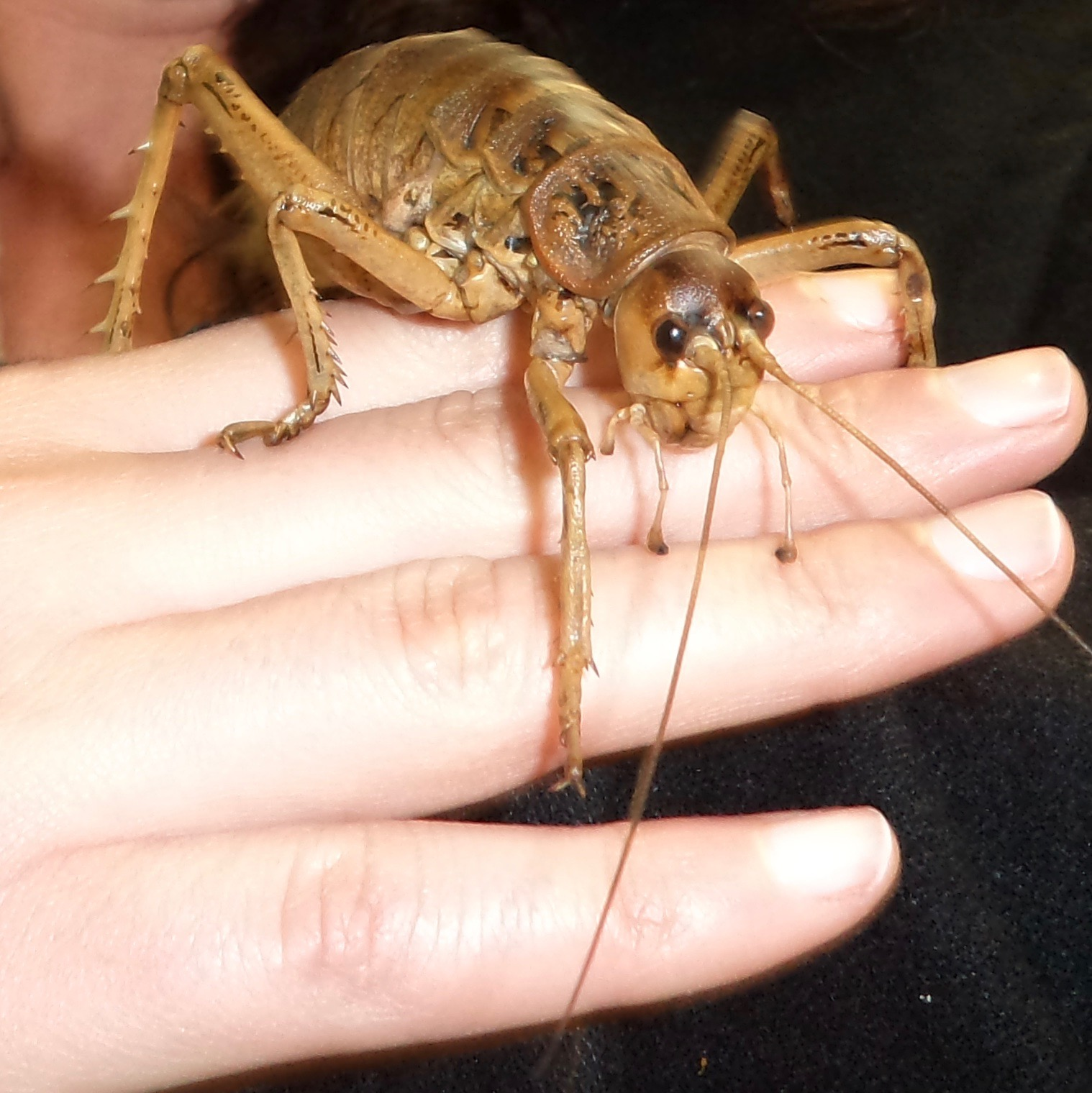
Herbívora e dócil - uma weta gigante fêmea adulta da Ilha Mana Nova Zelândia (Deinacrida rugosa) é rara e está ameaçada de extinção.

Wētā gigante são várias espécies de wētā no género Deinacrida da família Anostostomatidae. As wētā gigantes são endémicas da Nova Zelândia e todas as espécies, exceto uma, são protegidas por lei por serem consideradas em risco de extinção.
Existem onze espécies de wētā gigantes, sendo a maioria maior que as outras wētā, apesar destas serem também grandes para os padrões dos insetos. As espécies de grande porte podem ter até 7 cm (3 in), sem incluir patas e antenas, com uma massa corporal geralmente não superior a 35 g (1.2 oz). Uma fêmea grávida em cativeiro atingiu uma massa de cerca de 70 g (2.47 oz), tornando-se um dos insetos mais pesados do mundo e mais pesado que um pardal. Isto é, no entanto, anormal, pois este indivíduo não era acasalado e retinha um número anormal de ovos. A maior espécie de wētā gigante é a Deinacrida heteracantha, também conhecida por wētāpunga.
Os wētā gigantes tendem a ser menos sociáveis e mais passivos do que os outros wētā. O seu nome de género, Deinacrida, significa "gafanhoto terrível", da palavra grego δεινός (deinos, que significa "terrível", "potente" ou "terrivelmente grande"). Encontram-se principalmente nas ilhas costeiras da Nova Zelândia, tendo sido quase exterminados nas ilhas continentais por pragas mamíferas introduzidas.

## Habitat e distribuição
A maioria das populações de wētā gigante está em declínio desde que os humanos começaram a modificar o ambiente da Nova Zelândia. Todas as espécies de wētā gigante, exceto uma, estão protegidas por lei por serem consideradas em risco de extinção. Três espécies de wētā gigantes arbóreas encontram-se no norte da Nova Zelândia e estão agora restritas a habitats livres de mamíferos. Isto porque o declínio da abundância da maioria das espécies de wētā, particularmente da wētā gigante, pode ser atribuído à introdução de predadores mamíferos, à destruição do habitat e à modificação do habitat por mamíferos herbívoros introduzidos. Novas populações de algumas wētā foram estabelecidas em locais, particularmente em ilhas, onde estas ameaças foram eliminadas ou severamente reduzidas para reduzir o risco de extinção. Deinacrida heteracantha e D. fallai apenas se encontram em ilhas próximas da costa que não possuem predadores introduzidos (Te Hauturu-o-Toi e Poor Knights Island). A espécie estreitamente relacionada D. mahoenui está restrita a fragmentos de habitat na Ilha Norte.
Duas espécies de wētā gigantes estreitamente relacionadas são menos arborícolas. A Deinacrida rugosa está restrita às reservas livres de mamíferos e a D. parva encontra-se perto de Kaikōura na Ilha Sul da Nova Zelândia.
Muitas espécies de wētā gigantes são especialistas em altitude. Cinco espécies são encontradas apenas em altitudes elevadas na Ilha Sul. A wētā de cascalho D. connectens vive a cerca de 1200 m acima do nível do mar. e congela quando as temperaturas descem abaixo de −5 °C (23 °F). Embora as espécies alpinas tendam a ser mais pequenas, em média, do que as outras espécies que vivem no solo.

## Lista de espécimes
- Deinacrida carinata
- Deinacrida connectens
- Deinacrida elegans
- Deinacrida fallai
- Deinacrida heteracantha
- Deinacrida mahoenui
- Deinacrida parva
- Deinacrida pluvialis
- Deinacrida rugosa
- Deinacrida talpa
- Deinacrida tibiospina